# Блит Арена
Блит Арена (англ. Blyth Arena) — стадион, построенный в 1959 году в калифорнийском городе Скво-Велли (США) для зимних Олимпийских игр 1960 года.

## История
Арена была построена в 1959 году для зимних Олимпийских игр 1960 года церемоний открытия и закрытия Игр, а также для проведения матчей по хоккею с шайбой, соревнований по фигурному катанию в рамках зимних Олимпийских игр 1960 года. Вместимость составляла 8500 человек. Во время матчей США — СССР и США — Чехословакия сообщалось о 10000 зрителях.
Своё название получил в честь Чарльза Р. Блита, инвестиционного банкира, который возглавлял Калифорнийскую олимпийскую комиссию, С южной стороны Блит Арена была открыта, что позволяло видеть горы. К югу от открытой стороны арены располагался конькобежный стадион. Также с этой же стороны арены находились 70 м и 90 м трамплины Эта сторона арены также столкнулась с лыжными прыжками 70 м и 90 м и склоны долины Скво, теперь известной как Красная Собака (Red Dog). Построенные из дерева и никем не поддерживаемые трамплины после Игр стали постепенно разрушаться
В 1963 году 400-метровый конькобежный стадион был превращён в автостоянку, несмотря на протесты калифорнийских конькобежцев; поскольку в то время он был известен как единственный конькобежный стадион с искусственным льдом в стране. С 1963 по 1983 год оператор лыжного района Скво-Вэлли регулярно обращался к штату Калифорния, чтобы снести арену с целью увеличения площади парковки.

## Разрушение
В 1982 году министерство сельского хозяйства США сделало упор на энергосбережение. Одной частью этой программы было финансирование по улучшения изоляции многих зданий. Лесная служба США получила часть этих денег чтобы изолировать крышу арены, а в следующем году крыша рухнула.
Изначально крыша была построена так, что была не способна выдерживать много снега, но справлялась с этой проблемой в течение 23 лет без проблем. Расчёт заключался в том, что тепло выделяемое из оборудованием для приготовления льда на арене, направлялось к потолку, подогревало не изолированную крышу и растапливало снег. С мерами по сохранению энергии снег не таял за счёт отходящего тепла, и крыша рухнула под тяжестью.
Арена была снесена в 1983 году после того, как крыша рухнула из-за скопления снега. Теперь это место является паркингом для горнолыжного курорта Скво-Вэлли.
Несмотря на то, что Blyth Arena в основном запомнилась как место олимпийского хоккейного турнира, команда хозяев игр завоевала на ней медали в личных турнирах фигуристов: Дэвид Дженкинс — мужском и Кэрол Хейсс — женском.

## Замена
В Верхнем лагере (High Camp) имеется новая ледовая арена, расположенная в верхней части канатной дороги на высоте 2500 метров, и по сути является открытым катком. Он закрыт поздней весной, летом и ранней осенью, но зимой панели крыши удаляются или ветер может потенциально удалить их. На этом катке расположена эмблема в виде олимпийских колец, которые заставляют многих людей думать, что олимпийские соревнования по фигурному катанию и хоккей в 1960 году проводились именно на этом катке, несмотря на то, что на катке нет сидений для зрителей.